# Esporte na Bulgária
O Esporte na Bulgária tem um proeminente papel na sociedade búlgara..
Os esportes populares na Bulgária são futebol, voleibol, rugby union, ginástica, atletismo, halterofilismo, xadrez, lutas, tênis. A Bulgária participou da primeira Olímpiada da Era Moderna, em 1896.